# Стержневая мельница
Мельницы стержневые — измельчительное устройство, применяемое для грубого помола (до 500—1000 мм) обогащаемого сырья перед окончательным помолом в шаровых мельницах.

## Характеристики стержневых мельниц
- диаметр барабана — от 900 мм
- длина барабана — от 1860 мм
- объём барабана — от 0,9 м³
- мощность электродвигателя — от 22 кВт
- рабочее напряжение — от 380 В
- производительность — от 2 т/ч
- масса (без мелющих тел) — от 5,2 т
- масса мелющих тел — от 2,3 т

## Конструкция
Стержневая мельница вместе с шаровыми и бисерными мельницами относится к мельницам барабанного типа, в которых основным способом измельчения являются удар и истирание мелющими телами, находящимися внутри барабана. Стержневая мельница содержит вращающийся барабан, загруженный стержнями и измельчаемым сырьем, полую цапфу, разгрузочные окна и привод. 
Отношение длины барабана к диаметру для стержневых мельниц обычно составляет 1,4–2. Принято считать, что не следует делать стержневые мельницы длиной менее 1,25D по условиям спутывания стержней; обычно это отношение составляет (1,4¸ 1,6)D.
Барабан изнутри обкладывается специальными плитами для футеровки, что делается с целью защиты поверхности барабана от преждевременного износа и трения загруженного материала о его стенки. Для стержневых мельниц применяется два вида футеровки - волнистая или ступенчатая внахлестку. Применение гладкой футеровки в стержневых мельницах нецелесообразно, поскольку из-за сильного скольжения стержней данная футеровка быстро изнашивается.

## Применение стержневых мельниц
Стержневые мельницы используются для измельчения минерального сырья и полуфабрикатов при производстве строительных материалов, горно-химической промышленности и других производствах. Их применяют для дробления руды до размера 1—2 мм перед гравитационными и электромагнитными процессами обогащения, а также для предварительной подготовки сырья перед дальнейшим измельчением в шаровых мельницах.

## Достоинства и недостатки
Большим достоинством стержневых мельниц является меньший износ футеровки, что уменьшает расходы на перефутеровку мельницы и замене стержней, а также более низкая стоимость последних по сравнению с шарами.
В отличие от мельниц шаровых мельницы со стержневой загрузкой отличаются большей производительностью, но более грубым помолом и могут устанавливаться как первая стадия помола перед мельницами шаровыми. С другой стороны,  меньшее содержание в готовом продукте наиболее мелких фракций после помола в стержневых мельницах во многих случаях ( например, если продукт измельчения подвергается последующей фильтрации) может представляться даже желательным.

## Рабочие инструменты стержневых мельниц
- стержни
- барабан
- цилиндры
- привод
- патрубки
- стойка

## Классификация стержневых мельниц
- стержневые мельницы сухого помола
- стержневые мельницы мокрого помола